# Mary Vauxová Walcottová

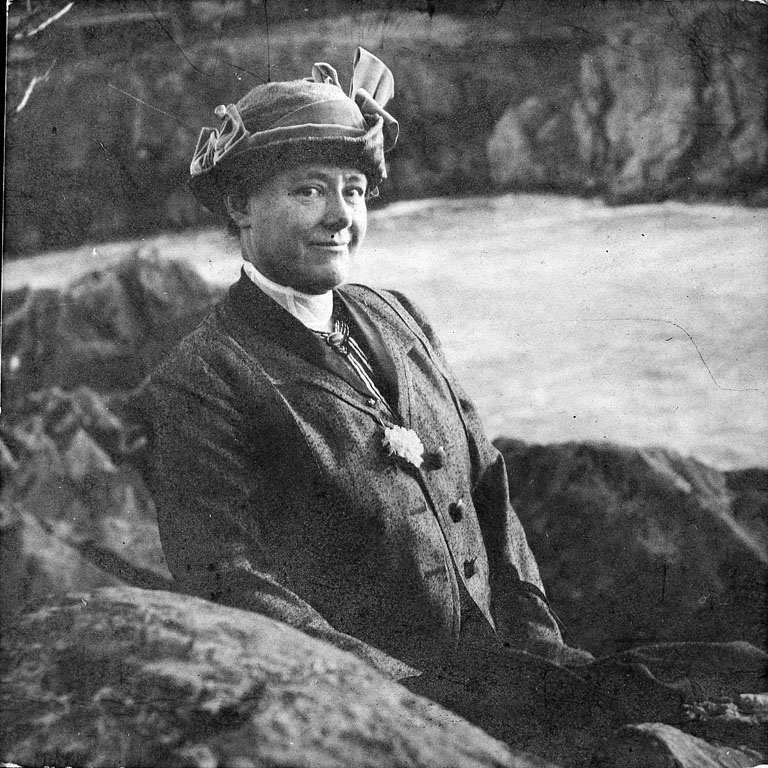
Mary Vauxová Walcottová, 1914

Mary Vauxová Walcottová (nepřechýleně Mary Vaux Walcott; 31. července 1860 Filadelfie – 22. srpna 1940 St. Andrews, Nový Brunšvik) byla americká malířka, fotografka a přírodovědkyně, známá svými akvarelovými obrazy volně rostoucích květin.
Přes otcovy námitky se provdala za amerického geologa a paleontologa Charlese Doolittle Walcotta.

## Životopis
Mary Morrisová Vauxová se narodila 31. července 1860 ve Filadelfii v Pensylvánii jako první dítě Sallie Morris Vauxové a George Vauxe VIII., bohaté kvakerské rodiny Odmalička malovala květiny akvarelem.
V roce 1880, krátce po absolvování Friends Select School ve Philadelphii, její matka zemřela a ona se ujala péče o svého otce a dva mladší bratry. Pracovala na rodinné farmě při malování divokých květin objevených během rodinných výletů do Skalistých hor v Kanadě. Úspěch ilustrací ji povzbudil, aby vytrvala na cestě botanických ilustrací.
Každé léto se s rodinou vracela do Skalistých hor. Ona a její bratři se zajímali o mineralogii a geologii. Měla velkou radost ze života pod širým nebem a stala se z ní zdatná horolezkyně. Byla především první ženou, která zdolala 3199 metrů nadmořské výšky hory Mount Stephen v kanadských Skalistých horách.
V roce 1887 podnikla se svou rodinou čtyřměsíční železniční cestu přes americký západ a kanadské Skalisté hory. O tomto dobrodružství vypráví v cestovním deníku, který oslavuje krásu navštívené krajiny, ale také poskytuje sociologickou studii o životě kvakerů nebo indiánů, botanické, geologické a glaciologické analýzy atd. Dvě alba fotografií pořízených během této cesty jsou uložena v Library Company ve Filadelfii.
Spolu se svými bratry také přispěla ke studiu ledovců dokumentováním jejich regrese pomocí fotografií.
V roce 1913 se setkala s geologem Charlesem Doolittlem Walcottem, když prováděl geologický výzkum. Brzy poté se vzali a strávili mnoho času v kanadských Skalistých horách, kde Walcottová pokračovala ve svém geologickém a paleontologickém výzkumu. Během těchto pobytů Mary Vaux Walcottová namalovala stovky akvarelů místních květin
V roce 1925 vydal Smithsonův institut asi 400 jejích ilustrací v pětisvazkové sérii s názvem Severoamerické volně rostoucí květiny. V roce 1935 se podílela na ilustracích pro North American Pitcher Plants, které rovněž vydal Smithsonův institut.
Po smrti svého manžela v roce 1927 vytvořila Mary Walcottová na jeho počest medaili Charlese Walcotta Doolittlea jako odměnu za výzkum kambria a prekambria.
Od roku 1927 do roku 1932 zasedala ve Federální radě indiánských komisařů a v roce 1933 byla zvolena předsedkyní Společnosti geografek. Cestovala po západní Kanadě, aby navštěvovala indiánské rezervace.
Mary Vaux Walcottová zemřela v St. Andrews v Novém Brunšviku 22. srpna 1940 ve věku 80 let.

## Uznání
Jejím jménem byla pojmenována hora v národním parku Jasper v Kanadě, Mount Mary Vaux. Nachází se na 52°33′0″N 117°27′10″W.

## Galerie

### Orchideje

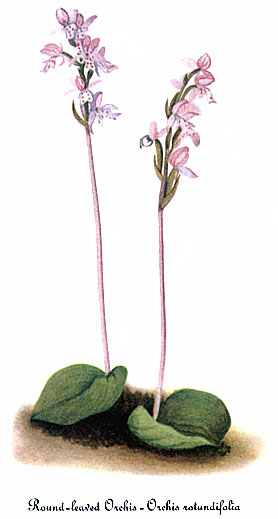
Amerorchis rotundifolia
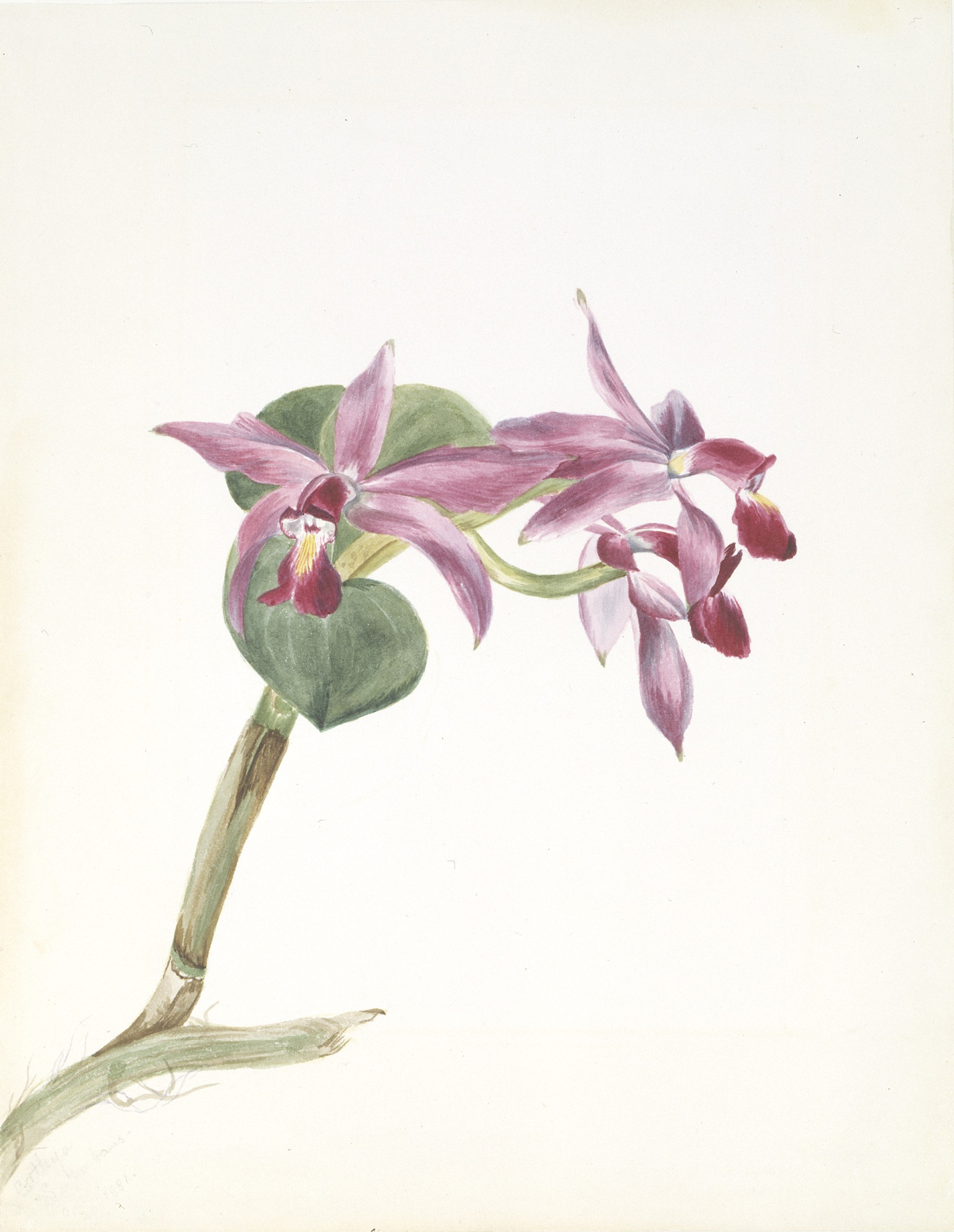
Cattlaya superbus
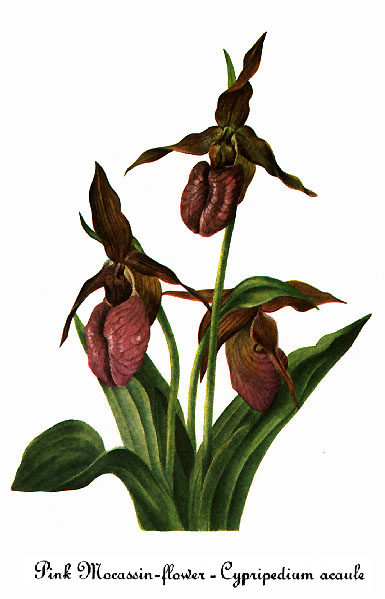
Cypripedium acaule
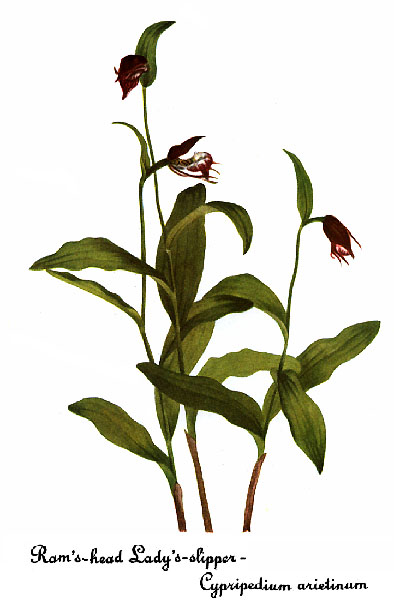
Cypripedium arietinum

### Jiné květiny

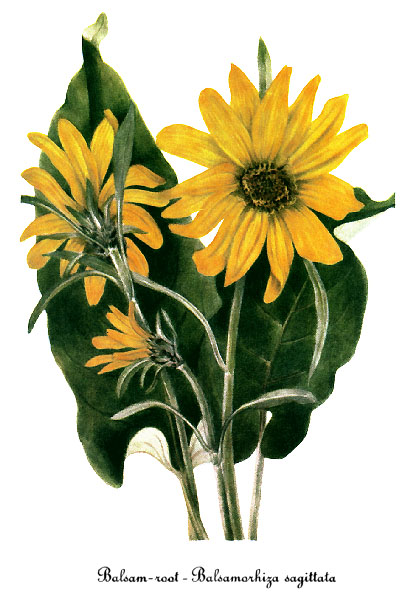
Balsamorhiza sagittata
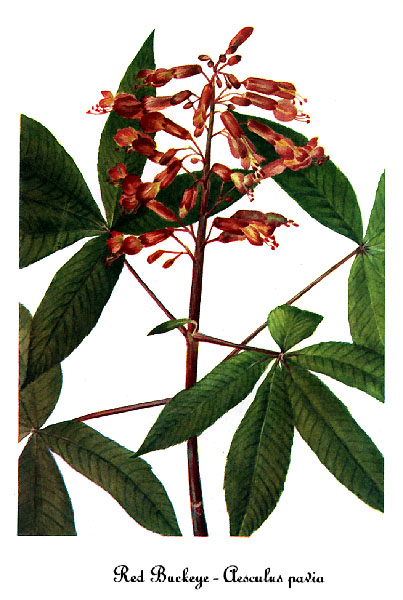
Aesculus pavia
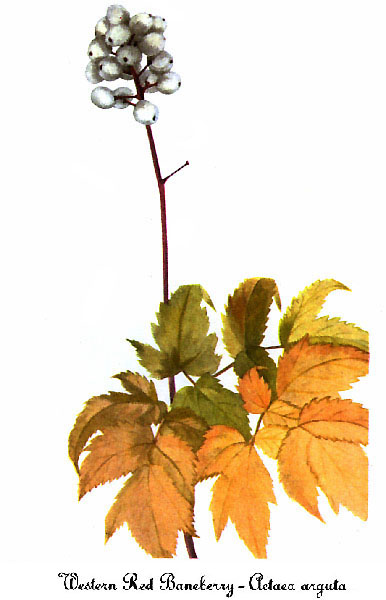
Actaea rubra
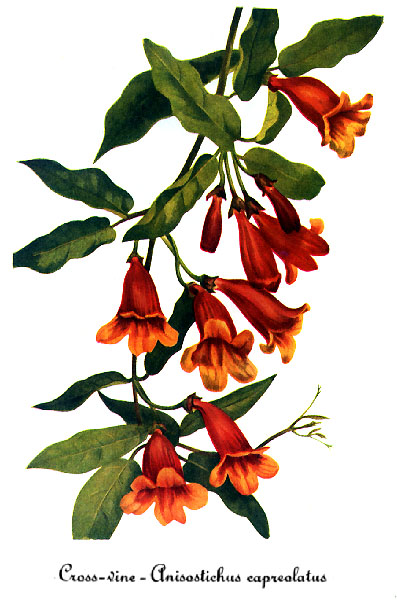
Bignonia capreolata

### Fotografie

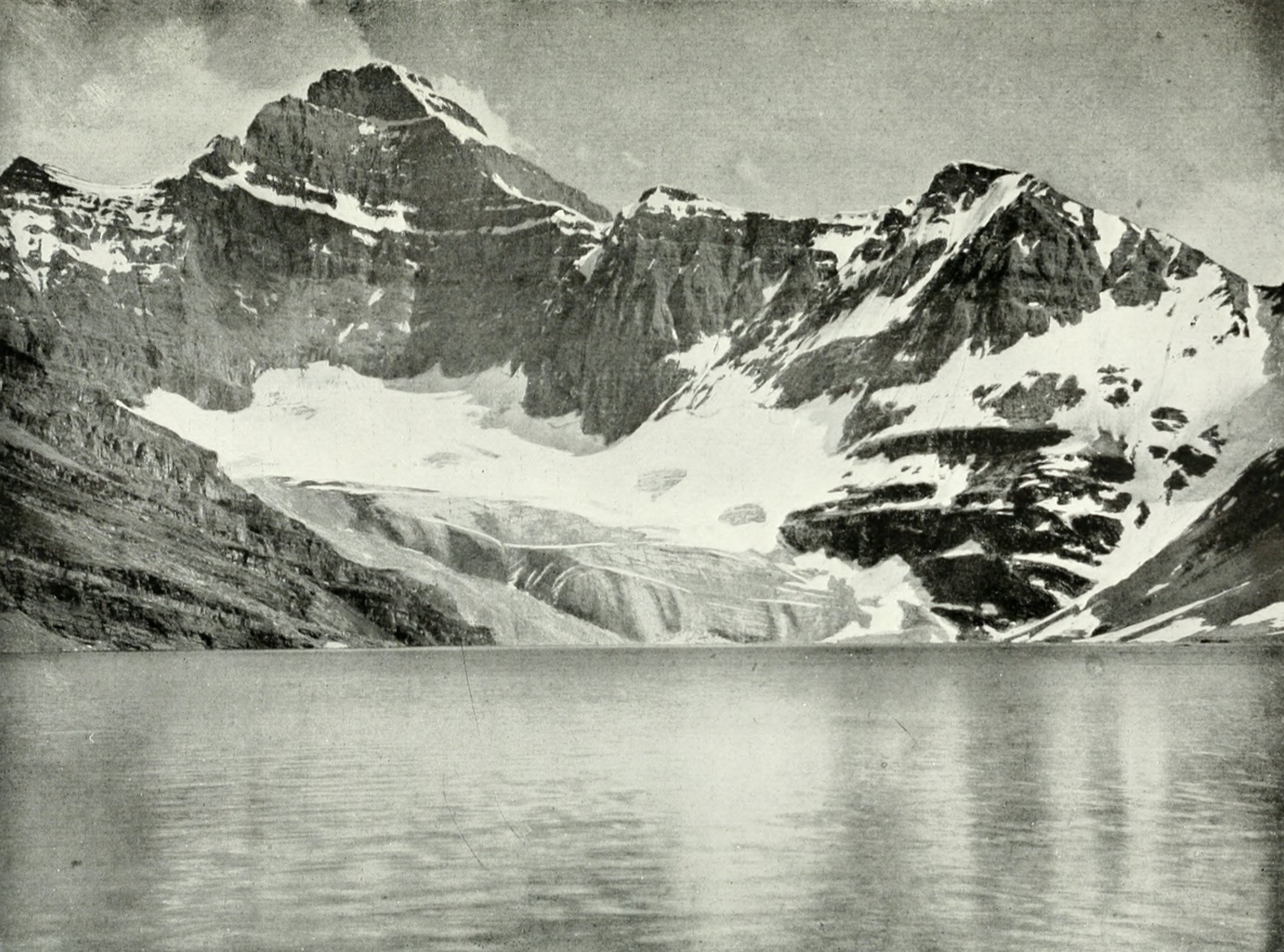
Canadian Alpine Journal I
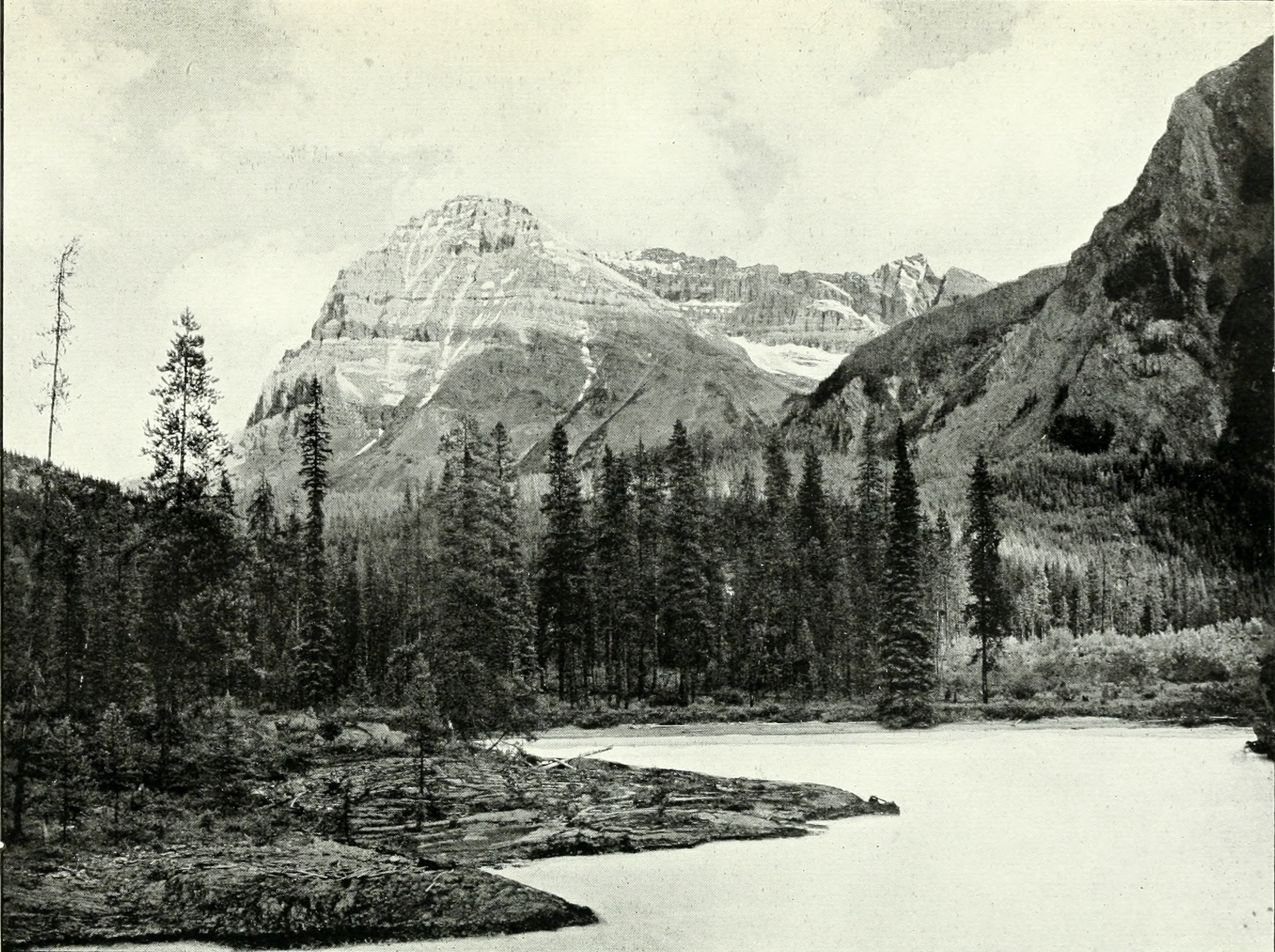
Canadian Alpine Journal I
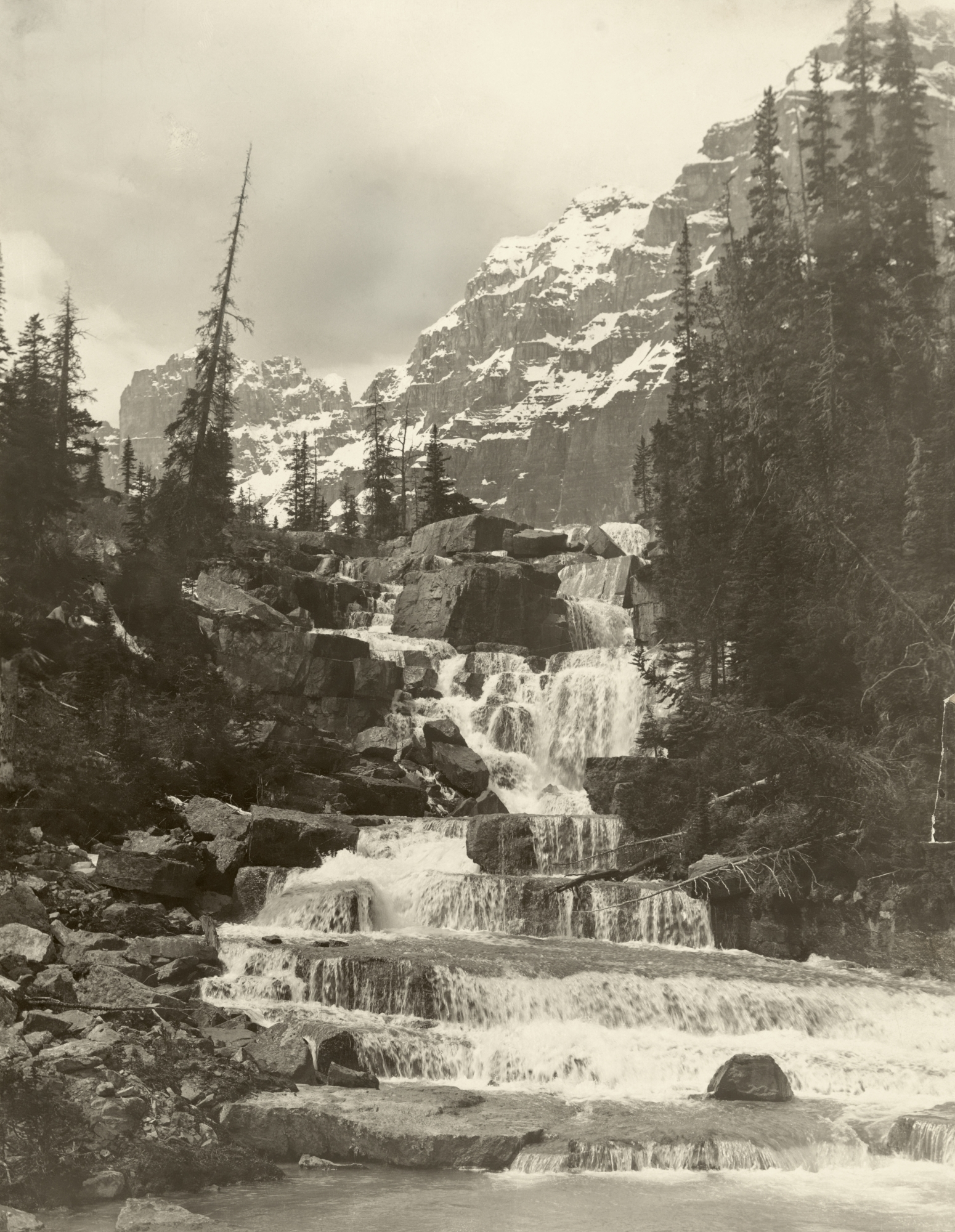
Stupňovitý vodopád s Mount Temple a Mount Hungabee

## Výběrové publikace
- North American Wildflowers, 5 sv., nakl. Smithsonův institut, 1925, rep. 1988, ISBN 0-517-64269-7
- 15 obrazů v Illustrations of American Pitcherplants (Ilustrace amerických láčkovek), nakl. Smithsonův institut, 1935